# Tzotzil

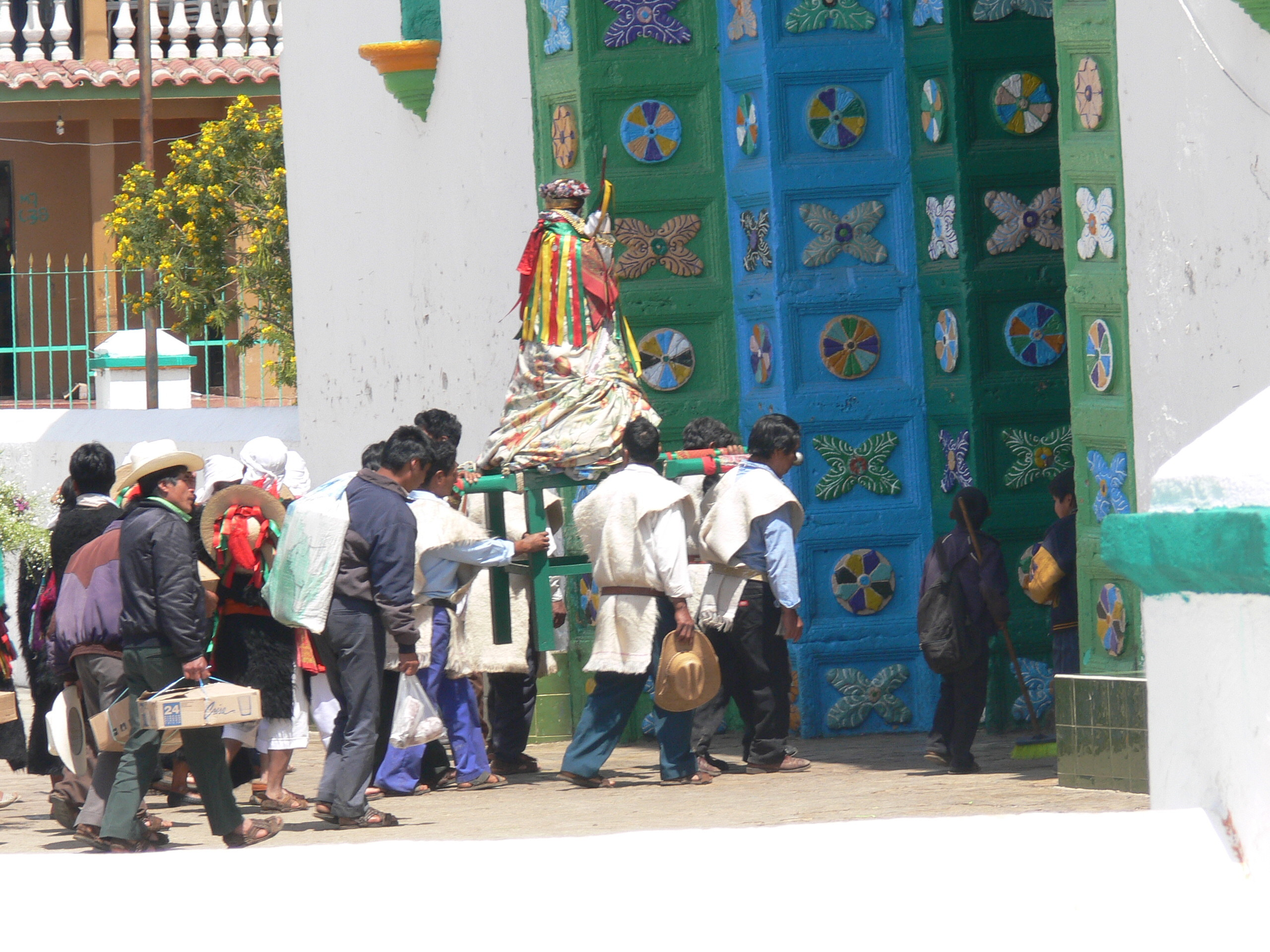
Prozession in San Juan Chamula, dem kulturellen Zentrum der Tzotzil

Die Tzotzil-Maya sind ein indigenes Volk im mexikanischen Bundesstaat Chiapas, im Übergangsbereich von Nord- nach Mittelamerika. Die Tzotzil-Sprache, gesprochen von rund 350.000 Indigenen in Mexiko und Guatemala (Angaben von 2002), ist eine der vitalsten indigenen Sprachen Mexikos. 

## Eigenname
Die Tzotzil nennen sich bats'i winikotik, „wahre (ursprüngliche) Menschen“. Der Name Tzotzil leitet sich von der Eigenbezeichnung der Tzotzil von Zinacantán sots'il winik ab, was „Fledermausmenschen“ bedeutet (sots'il „Fledermaus“, winik „Mensch“). Ein Mythos besagt, dass die Vorfahren der Tzotzil in Zinacantán eine Fledermaus vorfanden, die sie sodann als Gottheit verehrten.

## Wohngebiete
Die Tzotzil leben im zentralen Hochland von Chiapas in Mexiko. Die größten Tzotzil-Gemeinden Chamula und Zinacantan, in denen nach der Volkszählung von 2010 jeweils über 99 % der Bevölkerung Tzotzil, aber jeweils weniger als die Hälfte Spanisch sprechen, liegen nördlich der Stadt San Cristóbal de las Casas, einem der wichtigsten touristischen Anziehungspunkte in Chiapas.
Eine Untergruppe der Tzotzil sind die Nahua-Tzotzil-Indianer; sie bewohnen ausschließlich die Städte Sayalo und San Gabriel Chiapas. Es handelt sich hierbei um ein Mischvolk beider Völker, das aber die Ähnlichkeit mit den Urstämmen verloren hat und ein eigenes Volk geworden ist.

## Geschichte
Die Tzotzil gelten als direkte Nachfahren der klassischen Maya, die das Gebiet schon in präkolumbischer Zeit besiedelten. Auf Grund der sprachlichen Verwandtschaft geht man davon aus, dass die Tzotzil ebenso wie die Tzeltal und die Ch'ol auf die Träger der Spätklassischen Periode der Maya-Kultur unter anderem in den Städten Palenque und Yaxchilán zurückgehen, die eine auch als Proto-Ch'ol bezeichnete Sprache verwendeten.